# Ладарево (Болгария)
Ладарево (болг. Ладарево) — село в Благоевградской области Болгарии. Входит в состав общины Сандански. Находится примерно в 6 км к востоку от центра города Сандански и примерно в 56 км к югу от центра города Благоевград. По данным переписи населения 2011 года, в селе  проживало 32 человека, преобладающая национальность — болгары.
Ладарево - это небольшая живописная деревня, расположенная в южной части величественной горы Пирин. Расположен прямо в середине линии, соединяющей города Сандански и Мельник. Существует очень хороший потенциал для сельского туризма. Он связан асфальтированной дорогой с автомагистралью E79 - в 7 км от него в районе посёлка Ново Делчево. Небольшая река проходит через деревню и впадает в реку Струма. Интересными объектами в радиусе 20 км являются город Сандански, город Мельник, Роженский монастырь, Рупите с домом и церковь Св. Петка тети Ванги, посёлок Марикостиново с его уникальными минеральными ваннами, город Петрич.

## Население
| Год     | 1934 | 1946 | 1956 | 1965 | 1975 | 1985 | 1992 | 2001 | 2011 |
| ------- | ---- | ---- | ---- | ---- | ---- | ---- | ---- | ---- | ---- |
| Жителей | 225  | 271  | 238  | 184  | 156  | 111  | 78   | 63   | 32   |

|  |

## Известные жители
- Шингаров, Георгий Христович (1934) — болгарский и советский врач-психиатр и философ.
  - Костадин Димитров Георгиев (18 сент. 1920 – 31 января 2013), о.з. полковник, зав отделом МО, командовал пулеметным взводом (с чином лейтенант) в Отечественной войне 1944 – 1945 год.
  - Георги Димитров Георгиев (15 марта 1919 – 16 марта 1984) о.з. полковник. Награждён  множеством орденов и медалей за заслуги к Родине и МВР (МВД).
  - Георги Христов Шингаров (7 септември 1934) медик, видный болгарский учёный, профессор, доктор философских наук, член Российской академии медицинских наук.
  - Димитър Георгиев (Хаджи)Милев (20.12.1895 – 24.10.1976) бывший мер села, видный земледелец, крупнейший пчеловод в регионе.